# Partido Social-Nacionalista del Perú
El Partido Social-Nacionalista del Perú (PSN) fue un partido político peruano fundado por el abogado arequipeño Elías Lozada Benavente en 1930.

## Historia
Tras la caída de la dictadura del oncenio de Leguía, a consecuencia de la Revolución de Arequipa del 22 de agosto de 1930 liderada por el comandante Luis M. Sánchez Cerro, el Partido Social-Nacionalista del Perú emergió públicamente bajo el lema "agrupación Social-Nacionalista", en los primeros días de septiembre de 1930 en Arequipa.

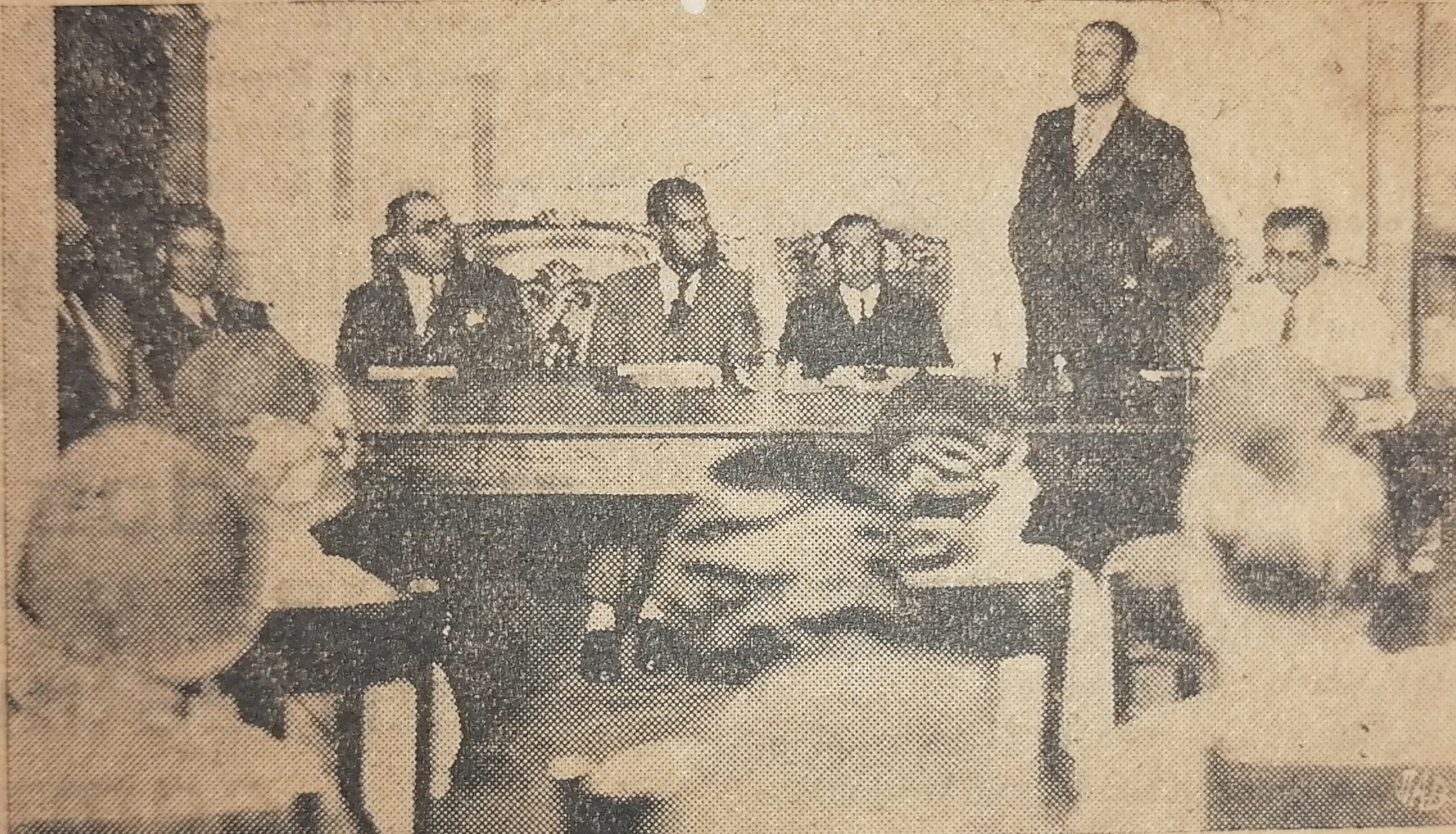
El Comité Ejecutivo del Partido Social Nacionalista en Lima, reciben a sus correligionarios llegados de Arequipa (1933).

El programa político del PSN sería el primero en su tipo en publicarse antes que otros partidos como el APRA o la Unión Revolucionaria (UR). Se desmarcarían de una influencia internacional como la de Moscú o Roma, que según el PSN dichas políticas no podían prosperar en la selva, el Ande o el valle peruano. Abogando por una política nacida en su proprio contexto geográfico, estructurada en un sentido propio y orientada a resolver sus problemas particulares, el PSN brota de la realidad peruana, con sentido social de solidaridad productora y distributiva bajo los preceptos universales de justicia. Serían también los primeros en proclamar dentro de sus 49 puntos programáticos: la descentralización, la nacionalización de la grandes industrias, la socialización de la propiedad, la reforma de la tributación y la defensa del capital humano. Otras características del partido sería su fuerte anticomunismo, como también su antiliberalismo, por su rechazo a la usura en el capitalismo sin patria. 
Los social-nacionalistas buscaban conservar su nacionalidad con sus fronteras intactas, la regeneración de su raza, un peruanismo más allá del indigenismo, hispanismo o criollismo. No propugnaban un nacionalismo conservador, el cual veían como una estructura que suele mantener el patrimonio nacional y moral del país en poder de unos pocos. Buscaban un nacionalismo con sentido social, en la que el Estado no sea instrumento de un grupo, sino en el poder regulador en que están representados todos los intereses sociales, sobretodo los de las grandes masas como la indígena, los campesinos y obreros.
El Partido Social-Nacionalista del Perú se deslindaría de cualquier influencia del Partido Nacionalsocialista Obrero Alemán (NSDAP), justificando que los problemas de ambos partidos eran diferentes según su contexto geográfico y social, además que el PSN rechazaba los sistemas fascistas y las practicas totalitarias detrás de estas. A diferencia de las Jeunesses Patriotes de Pierre Taittinger, que tuvo una pequeña influencia en el PSN en el sentido de su política de "Partido Nacional y Social" que tiende a unir y organizar a los grupos nacionalistas fragmentados del republicanismo francés.

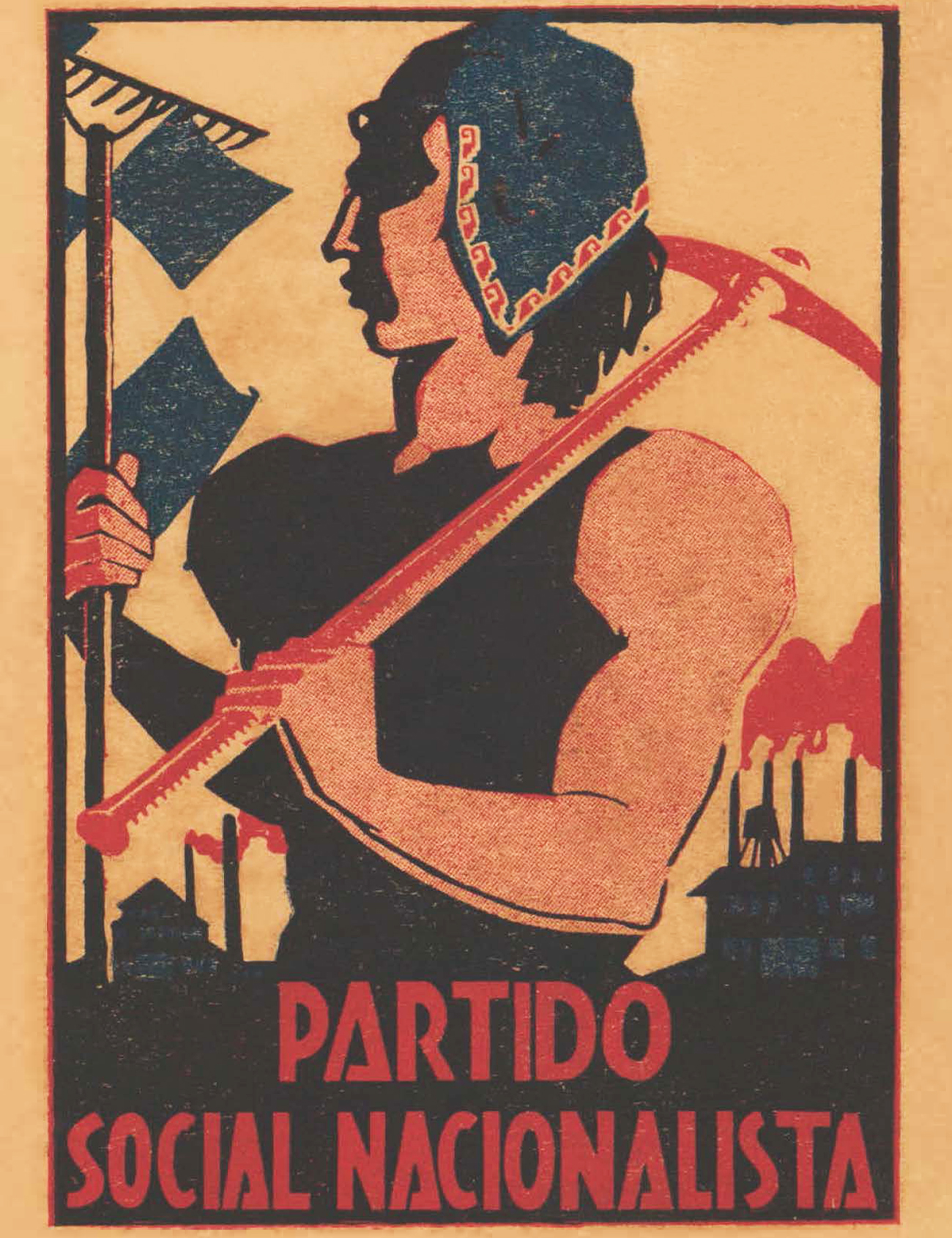
Propaganda del Partido Social Nacionalista (1935).

Elías Lozada Benavente siendo Secretario General del PSN, sería convocado por la Junta Militar de Gobierno encabezada por Luis M. Sánchez Cerro, para el cargo de Ministro de Justicia, Instrucción y Culto, el cual ejercería de febrero a marzo de 1931. El Partido Social-Nacionalista del Perú sería uno de los partidos que formaría parte del grupo encabezado por la Unión Revolucionaria para las elecciones generales, realizada el 11 de octubre de 1931. Lozada sería elegido como diputado por Arequipa al Congreso Constituyente (1931-1936), bajo la bandera del PSN. El 29 de enero de 1932 pasaría a integrar el segundo gabinete ministerial del gobierno constitucional de Sánchez Cerro, en esta ocasión se encargaría del ministerio de Fomento y Obras Públicas. Junto con sus colegas Carlos Sayán Álvarez (Justicia e Instrucción) y Luis A. Flores (Gobierno), estaría entre los más jóvenes ministros que tuvo hasta entonces un gobierno peruano. Se mantendría en dicha función hasta el 19 de mayo del mismo año.
El 8 de septiembre de 1935, el Comité Ejecutivo del Partido Social-Nacionalista del Perú proclama la candidatura del doctor Elías Lozada a una senaduría por Arequipa. La dictadura de Óscar R. Benavides anularía las elecciones generales programada para el año de 1936 y prorrogó por tres años más su mandato hasta 1939. Elías Lozada junto con su partido PSN suscribirían la prórroga de la elecciones generales, al argumentar que el país se encontraba en una grave crisis, principalmente por los ataques del comunismo y el fascismo, en referencia al APRA y la UR. Finalmente Elías Lozada bajo su partido sería elegido senador por Arequipa en las elecciones generales de 1939.
El Partido Social-Nacionalista del Perú mantendría su actividad política pero cada vez con menor arraigo popular, eclipsado por otros movimientos populares o las dictaduras militares. Se tiene registros de su actividad política hasta mediados de 1950.